# Tenapanor
Tenapanor, vendido sob a marca Ibsrela, é um medicamento usado para tratar a síndrome do intestino irritável com constipação (SII-C). É tomado por via oral.
Os efeitos secundários comuns incluem diarreia, inchaço abdominal e tonturas. Acredita-se que o uso durante a gravidez e a amamentação seja seguro.
Tenapanor foi aprovado para uso médico nos Estados Unidos em 2019.